# José Balsa Cirrito
José Balsa Cirrito (12 de enero de 1963 - Rota, Cádiz) es un locutor y escritor español, miembro del Cuarteto de Rota, que revolucionó el concurso de agrupaciones del Carnaval de Cádiz durante la segunda mitad de la década de 1980, profesor de Lengua y Literatura y ganador de varios premios nacionales e internacionales de literatura.

## Reseña biográfica
Nació el 12 de enero de 1963, en Rota (Cádiz), donde, a la edad de 23 años, formó parte del Cuarteto de Rota, al que ponía la música y con el que participó en el concurso de agrupaciones del Carnaval de Cádiz desde 1986 hasta 1988 y posteriormente en 1996, revolucionando con sus actuaciones el estilo clásico de esta modalidad.
Se licenció en Filosofía y Letras por la Universidad de Cádiz.
A finales de la década de los 80 inició su carrera como locutor en la Cadena SER y en Onda Cero, donde estuvo hasta mediados de los 90.
En 1998, al tiempo que colaboraba periódicamente con diversas publicaciones españolas, inició su carrera literaria con la obtención del VII Premio Internacional de Novela Luis Berenguer, con su obra La estafeta del viento.
Actualmente se dedica a dar clase en el instituto Arroyo Hondo, en Rota, donde imparte clases de lengua y literatura.

## Obra
Su obra oscila entre la narrativa y el teatro. Sus publicaciones más importantes son:
- La estafeta del viento (1998)[4]
- El gran eunuco de Persia  (2008)[5]
- El círculo hegeliano (2010)
- El evangelio según Tarantino[6] (2015)
- La suerte siempre se acaba (2017)
- El calendario de Brunswick (2017)

## Distinciones
- VII Premio Internacional de Novela Luis Berenguer (1998) por La estafeta del viento.
- Premio Teatro Independiente Alcalaíno (2008) por El gran eunuco de Persia.
- XII Premio de Novela Valdemembra (2009) por El círculo hegeliano.
- Finalista del I Premio Irreverentes de Comedia (2015) por El evangelio según Tarantino.[7][8]
- XXVII Premio de Cuentos Ciudad de Coria (2017) por La suerte siempre se acaba.[9][10][11][12][13]
- XXVIII Premio Ategua de Novela (2017) por El calendario de Brunswick.[14]